# 拉瓜爾拉體育會
拉瓜爾拉體育會（Deportivo La Guaira）是委內瑞拉的一間職業足球會，成立於 2008 年，並於 2009 年成功升上委內瑞拉足球甲級聯賽。球隊位於卡拉卡斯。

## 榮譽
- 委內瑞拉足球甲級聯賽: 1

2014

## 外部連結
- 官方網站